# Kyle Peak
Kyle Peak är en bergstopp i Antarktis. Den ligger i Östantarktis. Nya Zeeland gör anspråk på området. Toppen på Kyle Peak är 2 850 meter över havet.
Terrängen runt Kyle Peak är huvudsakligen kuperad, men åt nordväst är den platt. Trakten är obefolkad. Det finns inga samhällen i närheten. 